# 利希滕施泰格

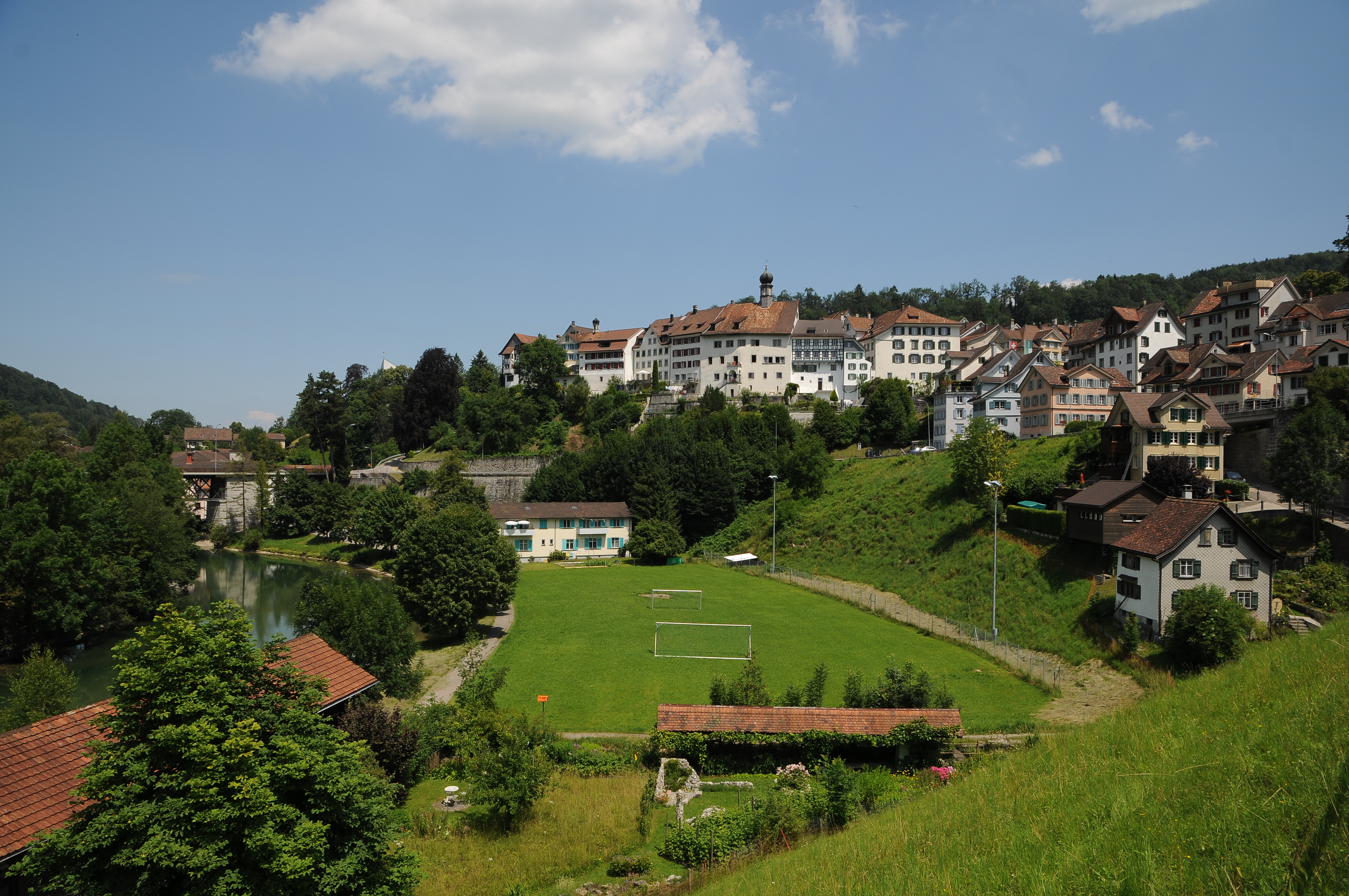

利希滕施泰格是瑞士的城鎮，位於該國東北部，由聖加侖州負責管轄，面積2.82平方公里，海拔高度625米，2011年人口1,931，其中一半居民信奉羅馬天主教。

## 外部連結
- Official website（页面存档备份，存于） （德文）